# Vibeke Merete Nielsen
Vibeke Merete Nielsen, född 28 februari 1958 i Århus i Danmark, är en numera inte aktiv dansk landslagsspelare i handboll.

## Karriär
Vibeke Merete Nielsen spelade 1982–1989 123 landskamper och gjorde 341 mål för Danmark. Hon gjorde landslagsdebut den 16 augusti 1982 mot USA och gjorde sin sista landskamp den 10 december 1989 mot Bulgarien. Karriären inföll under en period då Danmark inte tillhörde världseliten i handboll och det blev inga större internationella framgångar för Vibeke Nielsen. Under hela tiden i landslaget representerade hon klubben AIA Tranbjerg.

### Klubbens meriter
Klubben grundades 17 augusti 1918 som AIA, Arbejdernes Idraetsklub och tog 1937 upp handbollen på programmet. Damhandbollen blev nedlagd men återupptogs 1949. Under 1970-talet var klubben en av landets bästa efter en sammanslagning 1974 med Tranbjergs IF till AIA Tranbjerg och 1982 vann man danska mästerskapstiteln. Klubben tog ytterligare två silver i danska mästerskapet 1984 och 1989. Dessa framgångar ägde rum under Vibeke Nielsens aktiva år. Det finns inga källor som berättar att Vibeke Nielsen tillhörde laget som vann danska mästerskapet 1982 men det får anses som sannolikt.

## Klubb
- AIA Tranbjerg

### Fotnoter
1. ↑  ”Haslund info Vibeke Nielsen”. http://www.haslund.info/haandbold/20_dame/20_spillere/nievib.asp. Läst 20 februari 2019.
2. ↑  ”AIA Tranbjergs håndbold historia”. Arkiverad från originalet den 21 februari 2019. https://web.archive.org/web/20190221054707/http://www.aia-tranbjerg.dk/haandbold/historie.html. Läst 20 februari 2019.